# Dudhwa-Nationalpark
Der Dudhwa-Nationalpark (Hindi दुधवा राष्ट्रीय उद्यान IAST Dudhavā rāṣṭrīya udyāna) liegt im nordindischen Bundesstaat Uttar Pradesh im Distrikt Lakhimpur Kheri an der Grenze zu Nepal. Er umfasst eine Fläche von rund 490,29 km², zuzüglich einer geschützten Waldzone von 124,01 km² im Norden und 66,02 km² im Süden als Puffer (Gesamtfläche 680 km²). Dank des Einsatzes der einstigen indischen Premierministerin Indira Gandhi und des berühmten Naturschützers Billy Arjan Singh wurde das Gebiet unter Schutz gestellt und erhielt am 1. Februar 1977 Nationalpark-Status. Berühmt ist Dudwha für seine großen Bestände an Tiefland-Barasinghas (über 1600) und Tigern (98 im Jahr 1995). Seit 1984 wurden auch Panzernashörner aus anderen Gebieten wiederangesiedelt. Aus dem benachbarten Bardia-Nationalpark wandern gelegentlich einige Elefanten herüber. Weitere größere Säugetiere sind Indische Leoparden, Kragenbären, Sambarhirsche, Axishirsche, Wildschweine, Muntjaks, Rhesusaffen und Hanuman-Languren.
Dem Nationalpark benachbart sind zwei weitere Naturschutzgebiete, die allerdings alle räumlich nicht direkt zusammenhängen: das Kishanpur-Naturschutzgebiet im Distrikt Shahjehanpur (am 1. Januar 1973 eingerichtet, 203,41 km²) und das Katarniaghat-Naturschutzgebiet im Distrikt Bahraich (1975 eingerichtet, 400,09 km² mit 150,03 km² Waldgebiet als Pufferzone).  Mit Wirkung vom 9. Juni 2010 erklärte die Regierung von Uttar Pradesh den gesamten Dudhwa-Nationalpark (490,29 km²), das Kishanpur-Naturschutzgebiet (203,41 km²) und das Katarniaghat-Naturschutzgebiet (400,09 km²) zum Dudhwa-Tigerreservat (zusammen 1093,79 km²).
Der Park ist in der Zeit vom 15. November bis 15. Juni für Besucher geöffnet. Als beste Besuchszeiten gelten die Monate November bis April (im Mai und Juni werden meist sehr hohe Temperaturen erreicht, andererseits kann es in den Wintermonaten auch recht kühl werden).